# Ronald Giere
Ronald Giere (Cleveland, 29 november 1938 - 20 mei 2020) was een Amerikaans wetenschapsfilosoof. Zijn werk focuste zich vooral op de rol van modellen en wetenschappelijke representaties. Hij verdedigde een vorm van naturalisme binnen wetenschapsfilosofie en epistemologie, dat filosofie in het verlengde van wetenschap zag. Daarnaast verdedigde hij ook een vorm van perspectivisme, dat stelt dat wetenschap altijd maar een perspectief van de werkelijk leert kennen en niet de gehele werkelijkheid.
Hij was een lid van de AAAS, voor lange tijd redactielid van Philosophy of Science en voormalig president van de Philosophy of Science Association (1992-1994).